# 65 (фильм)
«65» — научно-фантастический остросюжетный боевик американских режиссёров Скотта Бека и Брайана Вудса, главные роли в котором сыграли Адам Драйвер и Ариана Гринблатт. Фильм вышел на экраны в 2023 году и получил негативные отзывы критиков.

## Сюжет
Действие картины происходит 65 миллионов лет назад. На далёкой планете Сомарис, похожей на Землю, гуманоидная цивилизация достигла уровня, при котором возможны межзвёздные путешествия. Опытный пилот Миллс возглавляет исследовательскую экспедицию, рассчитанную на два года. Пока вся команда находится в гиперсне, корабль пролетает Солнечную систему. Одновременно к её третьей планете приближается астероид больших размеров. Один из его осколков повреждает корабль, тот терпит крушение на Земле. Это происходит посреди непроходимых джунглей на полуострове Юкатан, населённых динозаврами и гигантскими насекомыми. Почти весь экипаж погибает, в живых остаются только Миллс и девочка-подросток Коа. 
Преодолев многочисленные препятствия, герои добираются до головной части корабля, находящейся на вершине горы. Коа понимает, что пилот обманул её, пообещав, что здесь она встретится с семьёй: её родители погибли при крушении. Миллс признаётся, что его дочь на Сомарисе за время его полёта заболела и умерла, и теперь он обязан спасти Коа. В это время на Землю обрушивается поток астероидов, через несколько часов ожидается падение огромного астероида как раз в той местности, где находятся герои. Миллс и Коа садятся в спасательный модуль, но тот падает с горы и переворачивается. На них нападают тираннозавры. Во время схватки модуль от ударов динозавров поворачивается нужным образом, и Миллс с Коа взлетают. Сразу после этого гигантский астероид врезается в Землю.

## В ролях
- Адам Драйвер — пилот Миллс[6]
- Ариана Гринблатт — Коа
- Хлоя Колман — Нэвин
- Ника Кинг — Алия
- Брайан Даре — Бортовой компьютер (голос)

## Создание и оценки
Проект был анонсирован в сентябре 2020 года. Режиссёрами стали Скотт Бек и Брайан Вудс, в числе продюсеров оказался Сэм Рэйми. Был заявлен производственный бюджет в 91 миллион долларов. Съёмки начались в ноябре 2020 года в Новом Орлеане, в дальнейшем они проходили в Орегоне и Ирландии.
Театральный прокат «65» в США начался 10 марта 2023 года (перед этим его переносили пять раз). 7 апреля картина вышла в цифровом формате, 30 мая — на Blu-ray, DVD и 4K UHD, 8 июля появилась на Netflix.
Фильм получил негативные отзывы критиков, отметивших отсутствие оригинальных идей и слабую реализацию задуманного. На Rotten Tomatoes в начале проката картины фиксировались 33 % рейтинга от критиков и 58 % от зрителей.

## Комментарии
1. ↑  Первоначально композитором был Дэнни Эльфман, пока Бэйкон не был нанят в качестве замены; некоторые композиции Эльфмана были сохранены в саундтреке.